# ATC (D05)
Jest to część klasyfikacji anatomiczno-terapeutyczno-chemicznej:
- D – Dermatologia
  - D 01 – Leki przeciwgrzybicze
  - D 02 – Leki keratolityczne i działające ochronnie
  - D 03 – Leki stosowane w leczeniu ran i owrzodzeń
  - D 04 – Leki przeciwświądowe, w tym przeciwhistaminowe, znieczulające itp.
  - D 05 – Leki przeciwłuszczycowe
  - D 06 – Antybiotyki i chemioterapeutyki
  - D 07 – Kortykosteroidy
  - D 08 – Środki antyseptyczne i dezynfekujące
  - D 09 – Opatrunki lecznicze
  - D 10 – Leki przeciwtrądzikowe
  - D 11 – Inne leki dermatologiczne

Obejmuje ona leki przeciwłuszczycowe:

## D 05 A – Leki przeciwłuszczycowe do stosowania zewnętrznego
- D 05 AA – Preparaty dziegciowe
- D 05 AC – Pochodne antracenu
  - D 05 AC 01 – ditranol
  - D 05 AC 51 – ditranol w połączeniach
- D 05 AD – Psoraleny
  - D 05 AD 01 – trioksysalen
  - D 05 AD 02 – metoksalen
- D 05 AX – Inne
  - D 05 AX 01 – kwas fumarowy
  - D 05 AX 02 – kalcypotriol
  - D 05 AX 03 – kalcytriol
  - D 05 AX 04 – takalcytol
  - D 05 AX 05 – tazaroten
  - D 05 AX 06 – roflumilast
  - D 05 AX 07 – tapinarof
  - D 05 AX 52 – kalcypotriol w połączeniach
  - D 05 AX 55 – tazaroten z ulobetazolem

## D 05 B – Leki przeciwłuszczycowe do stosowania wewnętrznego
- D 05 BA – Psoraleny
  - D 05 BA 01 – trioksysalen
  - D 05 BA 02 – metoksalen
  - D 05 BA 03 – bergapten
- D 05 BB – Retinoidy
  - D 05 BB 01 – etretynat
  - D 05 BB 02 – acytretyna
- D 05 BX – Inne
  - D 05 BX 51 – pochodne kwasu fumarowego w połączeniach